# Copa Hazfi
La Copa Hazfi o Copa de Irán es un torneo de fútbol a nivel de clubes de Irán que se juega a eliminación directa.
Fue creada en el año 1975 y es organizada por la Federación de Fútbol de Irán. El equipo campeón clasifica a la Liga de Campeones de la AFC.
La primera edición se disputó en 1976 con el nombre de Copa Pahlavi, pero después de la Revolución iraní de 1979 continuó como Copa Hazfi. Esteghal y Persépolis son los clubes más exitosos, con siete títulos cada uno.
La liga de fútbol iraní no se celebró durante la década de 1980, por lo que el ganador de la Copa Hazfi representó a Irán en el Campeonato Asiático de Clubes. Después de la reactivación del sistema de liga, el campeón de la liga iraní se clasificó para el Campeonato Asiático de Clubes y el ganador de la Copa Hazfi para la Copa de Asia de Campeones de Copa. La Copa de Campeones de Asia se fusionó con la Copa de Asia de Campeones de Copa en 2002-03 para formar la Liga de Campeones de la AFC e Irán recibió inicialmente dos (y luego cuatro) plazas en estas competición. La Federación de Fútbol de Irán decidió otorgar desde entonces uno de estos lugares en la Liga de Campeones de la AFC al ganador de la Copa Hazfi.

## Palmarés
| Temporada | Campeón               | Resultado               | Finalista           | Sede de la final                |
| --------- | --------------------- | ----------------------- | ------------------- | ------------------------------- |
| 1975–76   | Malavan FC            | 4 - 1                   | Tractor Sazi        | Estadio Amjadieh, Teherán       |
| 1976–77   | Esteghlal Tehéran     | 2 - 0                   | Homa FC             | Estadio Amjadieh, Teherán       |
| 1978–85   | No disputada          | No disputada            | No disputada        | No disputada                    |
| 1986–87   | Malavan FC            | 2 - 0                   | Kheibar Khorramabad | Estadio Bagh-Shomal, Tabriz     |
| 1987–88   | Persépolis Tehéran    | 1 - 0, 0 - 0            | Malavan FC          | Estadio Azadi, Teherán (2)      |
| 1988–89   | Shahin Ahvaz          | 1 - 4, 3 - 0            | Malavan FC          |                                 |
| 1989–90   | Malavan FC            | 0 - 0 (6–5 pen.)        | Esteghlal Tehéran   | Estadio Azadi, Teherán          |
| 1990–91   | Persépolis Tehéran    | 2 - 1                   | Malavan FC          | Estadio Azadi, Teherán          |
| 1991–92   | No disputada          | No disputada            | No disputada        | No disputada                    |
| 1992–93   | No disputada          | No disputada            | No disputada        | No disputada                    |
| 1993–94   | Saipa Karaj           | 0 - 0, 1 - 1            | Jonoob Ahvaz        |                                 |
| 1994–95   | Bahman Karaj          | 0 - 1, 2 - 0            | Tractor Sazi        |                                 |
| 1995–96   | Esteghlal Tehéran     | 3 - 1, 2 - 0            | Bargh Shiraz        |                                 |
| 1996–97   | Bargh Shiraz          | 1 - 1 (3–0 pen.)        | Bahman Karaj        | Estadio Azadi, Teherán          |
| 1997–98   | No disputada          | No disputada            | No disputada        | No disputada                    |
| 1998–99   | Persépolis Tehéran    | 2 - 1                   | Esteghlal Tehéran   | Estadio Azadi, Teherán          |
| 1999–00   | Esteghlal Tehéran     | 3 - 1                   | Bahman Karaj        | Estadio Azadi, Teherán          |
| 2000–01   | Fajr Sepasi           | 1 - 0, 2 - 1            | Zob Ahan            |                                 |
| 2001–02   | Esteghlal Tehéran     | 2 - 1, 2 - 2            | Fajr Sepasi         |                                 |
| 2002–03   | Zob Ahan              | 2 - 2, 2 - 2 (6-5 pen.) | Fajr Sepasi         |                                 |
| 2003–04   | Sepahan Isfahan       | 3 - 2, 2 - 0            | Esteghlal Tehéran   |                                 |
| 2004–05   | Saba Battery          | 1 - 1, 1 - 1 (4-2 pen.) | FC Aboomoslem       |                                 |
| 2005–06   | Sepahan Isfahan       | 1 - 1, 1 - 1 (4-2 pen.) | Persépolis Tehéran  |                                 |
| 2006–07   | Sepahan Isfahan       | 1 - 0, 3 - 0            | Saba Battery        |                                 |
| 2007–08   | Esteghlal Tehéran     | 0 - 1, 3 - 0            | Pegah Gilan         |                                 |
| 2008–09   | Zob Ahan              | 0 - 1, 5 - 1            | Rah Ahan            |                                 |
| 2009–10   | Persépolis Tehéran    | 1 - 0, 3 - 1            | Gostaresh Foulad    |                                 |
| 2010–11   | Persépolis Tehéran    | 4 - 2, 0 - 1            | Malavan FC          |                                 |
| 2011-12   | Esteghlal Tehéran     | 0 - 0 (4–1 pen.)        | Shahin Bushehr      | Estadio Hafezieh, Shiraz        |
| 2012–13   | Sepahan Isfahan       | 2 - 2 (4–2 pen.)        | Persépolis Tehéran  | Estadio Azadi, Teherán          |
| 2013–14   | Tractor Sazi          | 1 - 0                   | Mes Kerman          | Estadio Shahid Bahonar, Kermán  |
| 2014–15   | Zob Ahan              | 3 - 1                   | Naft Tehran         | Estadio Takhti, Teherán         |
| 2015–16   | Zob Ahan              | 1 - 1 (5–4 pen.)        | Esteghlal Tehéran   | Estadio Arvandan, Khorramshahr  |
| 2016–17   | Naft Tehran           | 1 - 0                   | Tractor Sazi        | Estadio Arvandan, Khorramshahr  |
| 2017–18   | Esteghlal Tehéran     | 1 - 0                   | Khooneh Be Khooneh  | Estadio Arvandan, Khorramshahr  |
| 2018–19   | Persépolis Tehéran    | 1 - 0                   | Damash Gilan        | Foolad Arena, Ahvaz             |
| 2019–20   | Tractor Sazi          | 3 - 2                   | Esteghlal Tehéran   | Estadio Imam Reza, Mashhad      |
| 2020–21   | Foolad FC             | 0 - 0 (4–2 pen.)        | Esteghlal Tehéran   | Estadio Naghsh-e-Jahan, Isfahán |
| 2021–22   | FC Nassaji Mazandaran | 1–0                     | Aluminium Arak      | Estadio Azadi, Teherán          |
| 2022–23   | Persépolis Tehéran    | 2–1                     | Esteghlal Tehéran   | Estadio Azadi, Teherán          |
| 2023–24   | Sepahan Isfahan       | 2–0                     | Mes Rafsanjan FC    | Estadio Azadi, Teherán          |
| 2024--25  | Esteghlal FC          | 1 - 0                   | Malavan FC          | Estadio Imam Khomeini, Arak     |

## Títulos por club
| Club                    | Campeón | 2º | Años campeón                                   |
| ----------------------- | ------- | -- | ---------------------------------------------- |
| Esteghlal FC            | 8       | 7  | 1977, 1996, 2000, 2002, 2008, 2012, 2018, 2025 |
| Persépolis FC (Pirouzi) | 7       | 2  | 1987, 1991, 1999, 2010, 2011, 2019, 2023       |
| Sepahan FC              | 5       | -  | 2004, 2006, 2007, 2013, 2024                   |
| Zob Ahan FC             | 4       | 1  | 2003, 2009, 2015, 2016                         |
| Malavan FC              | 3       | 4  | 1976, 1986, 1990                               |
| Tractor Sazi FC         | 2       | 3  | 2014, 2020                                     |
| Bahman FC †             | 1       | 2  | 1995                                           |
| Fajr Sepasi FC          | 1       | 2  | 2001                                           |
| Bargh Shiraz FC         | 1       | 1  | 1997                                           |
| Saba Battery FC †       | 1       | 1  | 2005                                           |
| Naft Tehran FC †        | 1       | 1  | 2017                                           |
| Shahin Ahvaz FC         | 1       | -  | 1988                                           |
| Saipa FC                | 1       | -  | 1994                                           |
| Foolad FC               | 1       | -  | 2021                                           |
| FC Nassaji Mazandaran   | 1       | -  | 2022                                           |
| SC Damash Gilan         | -       | 1  | -----                                          |
| Homa FC                 | -       | 1  | -----                                          |
| Kheibar Khorramabad †   | -       | 1  | -----                                          |
| Jonoob Ahvaz FC †       | -       | 1  | -----                                          |
| FC Aboomoslem           | -       | 1  | -----                                          |
| Pegah Gilan FC †        | -       | 1  | -----                                          |
| Rah Ahan FC             | -       | 1  | -----                                          |
| Gostaresh Foulad FC     | -       | 1  | -----                                          |
| Shahin Bushehr FC       | -       | 1  | -----                                          |
| Mes Kerman FC           | -       | 1  | -----                                          |
| FC Khooneh Be Khooneh   | -       | 1  | -----                                          |
| Aluminium Arak FC       | -       | 1  | -----                                          |
| Mes Rafsanjan FC        | -       | 1  | -----                                          |

- † Equipo desaparecido.